# Директен ефект
Директен ефект е принципът на правото на Европейския съюз, според който разпоредбите на правото на Съюза могат, в подходяща рамка, да предоставят права на частни лица, които съдилищата на държавите членки на ЕС са длъжни да признаят и приложат. Не изцяло изложен в договорите за ЕС, принципът на директно действие е създаден за първи път във връзка с разпоредбите на тези договори от страна на Съда на ЕС в делото „Van Gend en Loos v. Nederlandse Administratie der Belastingen“. Впоследствие директният ефект бива разхлабен в искането си до членовете на договора и СЕО разширява принципа, уповавайки се на факта, че той е способен да прилага на практика всички възможни форми на законодателството на ЕС, най-важната от които са регламентите и при определени обстоятелства директивите.

## Принципът
Съдът на Европейските общности за първи път произнася доктрината на директния ефект в случая Van Gend en Loos, Съдът на Европейските общности определя критерии (познати по принцип като „критериите Van Gend“).
Снабдяването с Европейската статия трябва да:
- e ясно
- бъде по-скоро отрицателно, отколкото положително задължение
- безусловно
- не съдържа резерви от страна на държавата членка
- не зависещо от каквито и да е национално мерки за изпълнение

Ако тези критерии са изпълнени, а след това право и права върху въпрос могат да бъдат наложени от националните съдилища. Разбира се, дали или не определена мярка отговаря на критериите, е въпрос на определяне от правото на ЕС от съдилищата на ЕС.

## Разновидности
Във Van Gend en Loos беше решено, че гражданин е в състояние да прилага правото, предоставено от законодателството на Европейската общност срещу държавата – въпросът дали или не правата могат да бъдат използвани срещу друг гражданин не е упоменат. В Дефен срещу Сабенна Съдът на ЕС реши, че има 2 разновидности на директен ефект: вертикален директен ефект и хоризонтален директен ефект, разграничението се основава на физическо или юридическо лице, срещу което правото трябва да бъде изпълнено.
Вертикалният директен ефект се отнася до връзката на правото на ЕС и националното законодателство – по-специално, задължението на държавата да осигури спазването му и неговата съвместимост с правото на ЕС, като по този начин дава възможност на гражданите да разчитат на него в действия срещу държавата или срещу публични инстанции; на еманация на държавата, както е определно в Foster v. British Gas plc.
Хоризонталният директен ефект се отнася до отношенията между частни лица (включително дружества). Ако определена разпоредба на правото на ЕС е пряко хоризонтално действаща, то гражданите са в състояние да разчитат на него в действията им един срещу друг. Директивите обикновено са неспособни да бъдат пряко хоризонтално действащи. Някои клаузи в договорите и нормативните актове като разпоредби могат да бъдат пряко хоризонтално ефективни и изпълнени.

## Приложение

### Членове на договора
Директният ефект е приложим, когато конкретна разпоредба изпълнява критериите Van Gend en Loos. По тази причина е приложимо в случая с членовете на договора(Van Gend en Loos бе твърдение въз основа на член от Договора), като в този случай тя може да бъде както вертикално, така и хоризнотално ефективно действаща.

### Регламенти
Регламентите са също обекти на директен ефект. Тъй като член 288 от ДФЕС (предишен член 249 от ДЕО) изрично предвижда, че регламентите „са задължителни в своята цялост и се прилага пряко във всички държави членки“ Съдът на ЕС потвърди, че те са по принцип в непосредствено действие и се посочва, че „Поради самата си същност и място в системата на източници на правото на ЕС, регламентите работят, за да предоставят права на частноправните субекти, които националните юрисдикции са длъжни да защитават“. Ако определно право е предоставено, следователно регламентът може да бъде както вертикално, така и хоризонтално непосредствено действие.
Въпреки това, макар и да е вярно, че като цяло регламентите са способни на преки ефекти, всички разпоредби все още трябва да отговарят на критериите, определени от съда, за да се създаде пряк ефект – и като резултат може да има изключения, при които регламентите няма да доведат до преки последици, способни за изпълнение от физическо лице, например Ериданиа срещу Министерство на земеделието и горите (230/78).

### Решения
Решенията са пряко ефективни срещу този, до когото са адресирани, тъй като по силата на член 288 от ДФЕС (предишен член 249 от ДЕО) те са „задължителни в своята цялост... до когото (са) адресирани“.

### Директиви
Водещ случай в съдебната практика за прякото действие на директивите е Ван Дъян срещу Обединеното кралство, с който се установява вертикално непосредствено действие на директивитие, а също така и случаят „Маршал срещу Саутхемптън и Здравна служба Саут Уест“, който установява, че не съществува хоризонтално действие на директивите.
Хоризонталното действие на директивите е спорен въпрос сред законодателина на Европейската общност, множество главни адвокато подкрепят делото за създаване на хоризонтален директен ефект, но все още не могат да предоставят такива права. В редица случаи СЕО въвежда средства за избягване на това ограничение по прилагане на директивата, а за да се постигне ефикасност по прилагането на мерките случаи изцяло и подробно се тълкуват.
Случаят „Фостър срещу Бритиш Газ“ демонстрира желанието на съда да предостави правата на директивата към частни лица и за целите на този случай, съдът претендира, че всяка държавна организация, национализирана фирма или компания, работеща в публичния сектор може да се счита като публичен орган за целите на прилагане на вертикално непосредствено действие, докато от някой по-повърхностен прочит на делото може да се направи извод, че хоризонталното непосредствено действие ще трябва да се изисква за прилагане. Това се вижда в случая с Ван Колсън, където съдът налага практиката на „вникване в“ директивата в съществуващото национално право, за да се реализира ефектът на директивата – въпреки че в действителност тя не е част от законодателството. Друг случай, демонстриращ тази практика е случаят „Франкович срещу Италия“, където действия срещу правителството за неправилно прилагане на директивата и последваща загуба на права, пострадали в съда, могат да бъдат предприети от даден човек.
В делото „Град срещу Финанзамт Траунщейн“, случай, свързан с ДДС, СЕО постановява, че директивата може да бъде непосредствено действаща, тъй като предвижда задължение за постигане на необходимия резултат. Като СЕО в Бекър, друг случай с ДДС, „дали клаузите на една директива изглеждат... да бъде безусловна и достатъчно точна, тези клаузи могат, при липса на мерки за прилагане, приети в рамките на определения срок, да се гледа като срещу всяка национална клауза, която е несъвместима с директивата или доколкото клаузите определят правата, които физическите лица са в състояние да отстояват срещу държавата“.
В делото „Публично министерство срещу Рати“ обаче, се приема, че ако срокът, даден за изпълнение на директивата не е изтекъл, не може да има непосредствено действие. Директивите са пряко приложими само ако определената дата, от която държавата членка трябва да ги изпълнява, са минали. Освен това, в случаи, когато държавата членка е въвела необходимото законодателство, но е направила това неправилно, директивата все още може да бъде непосредствено действаща, както в случая Вербонд ван Недерландсе Ондернеминген(ВНО).
За разлика от клаузите на Договора и регламентите, директивите не могат да имат хоризонтален ефект (срещу друго частно лице или фирма), тъй като е решено, че това е в противоречие с принципите за равенство („Маршал срещу Саутхемптън и Саут Уест Хемпшир АХА (1986)“). Като такива, директивите са само моментно вертикално непосредствено действащи (т.е. срещу държавата, понятие тълкувано цялостно и подробно от СЕО, включително държавните училища и други „еманации на държавата“). Въпреки това, задължението на държавите членки на ЕС да тълкуват националното си право по един последователен и хармоничен начин с правото на ЕС довежда до индиректно хоризонтално действие по отношение на конвенциите.

## Директният ефект върху процесуалното право
В „Комет срещу Продуктсчап“ Съдът доказва, че процедурните правила на всяка държава членка обикновено се прилагат в случаи от правото на ЕС. Въпреки това, два основни принципа трябва да се спазват: „равнозначност“ (процедурата за случаи в ЕС трябва да съответства на процедурата за вътрешни дела) и „ефективност“ (процедурата не може да направи закона функционално неефективен).